# In the Court of the Crimson King
In the Court of the Crimson King (podtytuł: An Observation by King Crimson) – pierwszy album zespołu King Crimson. Został wydany 10 października 1969 w Wielkiej Brytanii nakładem Island Records. W tym samym roku wydany również w Stanach Zjednoczonych nakładem Atlantic Records. Nagrywano go w Wessex Sound Studios w Londynie. Album przez wiele źródeł został uznany za jeden z najlepszych i jednocześnie najbardziej wpływowych dzieł rocka progresywnego, na którym King Crimson odrzucił bluesowe podstawy charakterystyczne dla rocka i zastąpił je mieszanką jazzu oraz muzyki poważnej. Uznawany także za jeden z najbardziej znaczących debiutów w historii muzyki.
W 2015 roku zajął 2. miejsce na liście „50 Greatest Prog Rock Albums of All Time” magazynu Rolling Stone dając się wyprzedzić tylko The Dark Side of the Moon Pink Floyd.

## Album

### Historia
Nagrywanie swojego debiutanckiego albumu King Crimson rozpoczął 12 czerwca 1969 roku w Morgan Studios w Londynie. Proces rejestracji nadzorował Tony Clarke, producent nagrań The Moody Blues, związany z wytwórnią Decca Records, dla której wcześniej nagrywał Giles, Giles and Fripp. Pod jego kierownictwem zespół zarejestrował kilka utworów, między innymi „21st Century Schizoid Man”, „I Talk to the Wind” i „Epitaph”, ale po miesiącu przerwał współpracę, ponieważ Clarke próbował narzucić zespołowi brzmienie The Moody Blues. Zerwanie współpracy z Clarkiem doprowadziło w konsekwencji do zerwania współpracy z wytwórnią Decca. 5 lipca zespół wystąpił jako jeden z supportów na bezpłatnym koncercie The Rolling Stones w londyńskim Hyde Parku, na którym obecnych było pół miliona słuchaczy. Swój krótki występ zakończył wykonaniem suity „Mars” z cyklu Planety Gustave’a Holsta zbierając pozytywne recenzje w brytyjskiej prasie. W rezultacie zespołem zainteresowała się wytwórnia Island Records podpisując nim kontrakt. Wówczas o zespół upomniała się Decca, powołując się na fakt, że Robert Fripp i Michael Giles, członkowie dawnego Giles Giles and Fripp, nadal byli związani z nią umową. Spowodowało to niekorzystny dla zespołu proces prawny. Jego menadżerowie, David Enthoven i John Gaydon doprowadzili wprawdzie do ugody, ale przez kilka następnych lat zespół musiał płacić wytwórni 2 % swoich honorariów autorskich ze sprzedaży swoich płyt. 17 lipca w Wessex Sound Studios muzycy rozpoczęli samodzielnie nagrywanie albumu kończąc prace 20 sierpnia.
Latem i jesienią zespół koncertował w Wielkiej Brytanii. 10 października został wydany jego debiutancki album. W tym samym miesiącu zespół wyruszył w trasę koncertową po Stanach Zjednoczonych. W grudniu McDonald, źle znoszący trudy trasy i rozłąkę z rodziną zdecydował się odejść z zespołu, pociągając za sobą Gilesa. W ich ślady poszedł też Greg Lake przyjmując ofertę Keitha Emersona wspólnego utworzenia zespołu Emerson, Lake and Palmer. King Crimson przestał istnieć. Tymczasem jego debiutancki album sprzedał się w liczbie 100 000 egzemplarzy.

### Okładka
Okładka została przygotowana przez Barry’ego Godbera, który był programistą i projekt plastyczny na potrzeby In the Court of the Crimson King był jedynym tego typu, jaki opracował w swoim życiu. Godber zmarł wkrótce po wydaniu albumu na skutek ataku serca.

Peter [Sinfield] przyniósł obraz i od razu przypadł nam do gustu. Ostatnio zabrałem oryginał z biura EG, jako że trzymali go w świetle słonecznym, co oczywiście spowodowałoby jego zniszczenie. Twarz na przodzie okładki to Schizoid Man, natomiast wewnątrz znajduje się Crimson King. Jeśli zakryje się uśmiechnięte usta, wtedy oczy wyrażają nieskończony smutek. Co można dodać? Okładka oddaje muzykę. Heavy metal nigdy nie robił na mnie wrażenia. W tym czasie nikt nie brzmiał tak jak my na żywo. Jak dla mnie Schizoid był pierwszym heavymetalowym kawałkiem, ten dźwięk saksofonu puszczony przez piec Marshalla...

### Muzyka i teksty

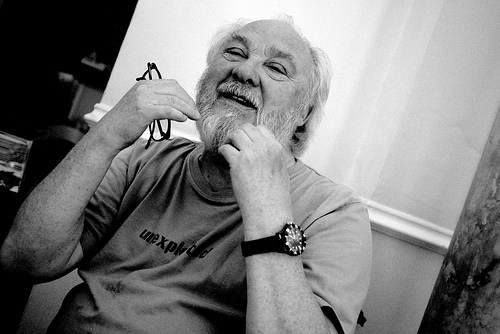
Peter Sinfield (Genua, 2010)

Według opisu Wiesława Weissa z miesięcznika Teraz Rock muzyka albumu była eklektyczna, łamiąca konwencje, odwołująca się do tradycji europejskiej, zdumiewała bogactwem wyobraźni kompozytorskiej, zuchwałością rozwiązań aranżacyjnych i brzmieniowych, niespotykaną intensywnością emocji i kunsztem wykonania. Towarzyszyły jej poetyckie teksty Sinfielda, przedstawiające mroczną i pesymistyczną wizję świata, w przeciwieństwie do naiwnego idealizmu epoki hippiesów.
„21st Century Schizoid Man”, potężnie brzmiący, wirtuozerski utwór ze zmieniającymi się metrami, innowacyjnie łączy szorstki wokal Lake’a z elektronicznie przetworzonymi talerzami z chrzęszczącymi, mocno przesterowanymi akordami gitarowymi i jednym z kultowych, natychmiast rozpoznawalnych motywów muzyki rockowej. Jazzowe skłonności zdradza swingująca część środkowa utworu oraz solówki saksofonisty Iana McDonalda i gitarzysty Roberta Frippa. Utwór zamyka chaotyczne, kakofoniczne zakończenie, nie spotykane wcześniej w muzyce rockowej. Drugi utwór, „I Talk to the Wind”, to urokliwa pastoralna ballada z lirycznie brzmiącym fletem McDonalda i gitarą Frippa o ciepłej tonacji, inspirowaną grą Wesa Montgomery’ego. Podkład instrumentalny tworzy tło dla bardzo delikatnego, ekspresyjnego śpiewu Lake’a. Po „I Talk to the Wind” nastepuje „Epitaph”, dzieło całego zespołu, opracowane z rozmachem, odznaczające się orkiestrowym brzmieniem w stylu XIX-wiecznej muzyki symfonicznej, osiągniętym przy pomocy melotronu. Symfoniczne tendencje łączą się tu z gitarami akustycznymi z pogłosem i całkowicie pomysłową i charakterystyczną perkusją. Kolejna ballada, „Moonchild”, jest bardziej melancholijna i po zaledwie kilku minutach otwiera się w dziesięciominutowy, swobodnie improwizowany fragment, który łączy w sobie elektryczny klawesyn Iana McDonalda i ponownie ciepły i jazzowy ton Frippa, ale tym razem nasycony zarówno liryzmem, jak i większą harmoniczną kanciastością. W utworze pojawiły się również improwizacje harmoniczne i punktualistyczne, struktury w stylu Weberna. „The Court of the Crimson King”, z zapadajacymi w pamięc, ciężkimi chórami melotronowymi i jednymi z najbardziej eleganckich przykladów prozy Pete’a Sinfielda, kończy się kodą, która zaczyna się od cyrkowego brzmienia organów piszczałkowych, by ostatecznie wielokrotnie powtórzyć refren utworu i zamknąć utwór chaosem podobnym do zakończenia „21st Century Schizoid Man”.

### Lista utworów
| 1. | „21st Century Schizoid Man” (Fripp/Giles/Lake/McDonald/Sinfield) | 7:24  |
|    | a. „Mirrors”                                                     |       |
| 2. | „I Talk to the Wind” (McDonald/Sinfield)                         | 6:05  |
|    |                                                                  |       |
| 3. | „Epitaph” (Fripp/Giles/Lake/McDonald/Sinfield)                   | 8:47  |
|    | a. „March for No Reason” b. „Tomorrow and Tomorrow”              |       |
| 4. | „Moonchild” (Fripp/Giles/Lake/McDonald/Sinfield)                 | 12:12 |
|    | a. „The Dream” b. „The Illusion”                                 |       |
| 5. | „The Court of the Crimson King” (McDonald/Sinfield)              | 9:22  |
|    | a. „The Return of the Fire Witch” b. „The Dance of the Puppets”  |       |
|    |                                                                  | 43:50 |
|    |                                                                  |       |

### Twórcy
- Robert Fripp – gitara, melotron
- Ian McDonald – instrumenty dęte, instrumenty klawiszowe, wokal
- Greg Lake – gitara basowa, wokal
- Michael Giles – instrumenty perkusyjne, wokal
- Peter Sinfield – teksty
- Barry Godber – ilustracja na okładce

### Wznowienia
Album na przestrzeni lat doczekał się szeregu wznowień połączanych z jego remasteringiem.

#### The Definitive Edition(1992)
26 maja 1992 roku album został wznowiony przez E.G. Records w wersji zremasterowanej przez Roberta Frippa i Tony’ego Arnolda w 1989 roku. Był częścią serii wydawniczej The Definitive Edition.

#### 30th Anniversary Edition(1999)
3 sierpnia 1999 roku album poddano kolejnemu remasteringowi, po czym wydano go nakładem Virgin Records jako część jubileuszowej serii 30th Anniversary Edition.

#### 40th Anniversary Edition(2009)
23 listopada 2009 roku z okazji 40. rocznicy wydane zostało na płycie CD/DVD-A kolejne wznowienie albumu, zawierające nowe miksy stereo i 5.1 autorstwa Roberta Frippa i Stevena Wilsona, a także wysokiej rozdzielczości miksy stereo oryginału, obszerny dodatkowy materiał audio i reprezentatywne wideo.

##### CD 1: 2019 2009 Stereo Mix
| 1.  | 21st Century Schizoid Man                         |  |
|     |                                                   |  |
| 2.  | I Talk To The Wind                                |  |
|     |                                                   |  |
| 3.  | Epitaph                                           |  |
|     |                                                   |  |
| 4.  | Moonchild                                         |  |
|     |                                                   |  |
| 5.  | The Court Of The Crimson King                     |  |
|     | remixed from the original multitrack master tapes |  |
| 6.  | Moonchild (Full Version)                          |  |
|     |                                                   |  |
| 7.  | I Talk To The Wind (Duo Version)                  |  |
|     |                                                   |  |
| 8.  | I Talk To The Wind (Alternate Mix)                |  |
|     |                                                   |  |
| 9.  | Epitaph (Backing Track)                           |  |
|     |                                                   |  |
| 10. | Wind Session                                      |  |
|     |                                                   |  |

##### CD 2: Original Master Edition 2004
| 1.  | 21st Century Schizoid Man                                  |  |
|     |                                                            |  |
| 2.  | I Talk To The Wind                                         |  |
|     |                                                            |  |
| 3.  | Epitaph                                                    |  |
|     |                                                            |  |
| 4.  | Moonchild                                                  |  |
|     |                                                            |  |
| 5.  | The Court Of The Crimson King                              |  |
|     | Original album mix                                         |  |
| 6.  | 21st Century Schizoid Man (Instrumental)                   |  |
|     |                                                            |  |
| 7.  | I Talk To The Wind (BBC Session)                           |  |
|     |                                                            |  |
| 8.  | 21st Century Schizoid Man (BBC Session)                    |  |
|     |                                                            |  |
| 9.  | The Court Of The Crimson King Part 1 (Mono Single Version) |  |
|     |                                                            |  |
| 10. | The Court Of The Crimson King Part 2 (Mono Single Version) |  |
|     |                                                            |  |

##### CD 3: The Alternate Album
| 1.  | 21st Century Schizoid Man (Instrumental) |  |
|     |                                          |  |
| 2.  | I Talk To The Wind (Studio Run Through)  |  |
|     |                                          |  |
| 3.  | Epitaph (Alternate Version)              |  |
|     |                                          |  |
| 4.  | Moonchild (Take 1)                       |  |
|     |                                          |  |
| 5.  | The Court Of The Crimson King (Take 3)   |  |
|     |                                          |  |
| 6.  | 21st Century Schizoid Man                |  |
|     |                                          |  |
| 7.  | I Talk To The Wind                       |  |
|     |                                          |  |
| 8.  | Epitaph                                  |  |
|     |                                          |  |
| 9.  | Moonchild                                |  |
|     |                                          |  |
| 10. | The Court Of The Crimson King            |  |
|     |                                          |  |

##### CD 4: Live 1969
| 1.  | 21st Century Schizoid Man     |  |
|     |                               |  |
| 2.  | The Court Of The Crimson King |  |
|     |                               |  |
| 3.  | Get Thy Bearings              |  |
|     |                               |  |
| 4.  | Epitaph                       |  |
|     |                               |  |
| 5.  | Mantra                        |  |
|     |                               |  |
| 6.  | Travel Weary Capricorn        |  |
|     |                               |  |
| 7.  | Mars                          |  |
|     |                               |  |
| 8.  | The Court Of The Crimson King |  |
|     |                               |  |
| 9.  | A Man A City                  |  |
|     |                               |  |
| 10. | Epitaph                       |  |
|     |                               |  |
| 11. | 21st Century Schizoid Man     |  |
|     |                               |  |

##### CD 5: The Original Atlantic Records Issued Vinyl US Radio Promos
| 1. | 21st Century Schizoid Man (Mono)                       |  |
|    |                                                        |  |
| 2. | I Talk To The Wind (Mono)                              |  |
|    |                                                        |  |
| 3. | Epitaph (Mono)                                         |  |
|    |                                                        |  |
| 4. | Moonchild (Mono)                                       |  |
|    |                                                        |  |
| 5. | The Court Of The Crimson King (Mono)                   |  |
|    |                                                        |  |
| 6. | The Court Of The Crimson King (Edited Mono Single Mix) |  |
|    |                                                        |  |

##### DVD
MLP Loseless 5.1 Surround
1. 21st Century Schizoid Man	

2. I Talk To The Wind

3. Epitaph

4. Moonchild

5. The Court Of The Crimson King

2009 Stereo Mix
1. 21st Century Schizoid Man	

2. I Talk To The Wind

3. Epitaph

4. Moonchild

5. The Court Of The Crimson King

Original Master Edition 2004
1. 21st Century Schizoid Man

2. I Talk To The Wind

3. Epitaph

4. Moonchild

5. The Court Of The Crimson King

Additional Audio Content
1. Moonchild (Full Version)

2. I Talk To The Wind (Duo Version)

3. I Talk To The Wind (Alternate Mix)

4. Epitaph (Backing Track)

5. Wind Session

The Alternate Album
1. 21st Century Schizoid Man (Instrumental)

2. I Talk To The Wind (Studio Run Through)

3. Epitaph (Alternate Version)

4. Moonchild (Take 1)

5. The Court Of The Crimson King (Take 3)

Video Content
21st Century Schizoid Man - edit

#### 50th Anniversary Edition(2019)
Kolejna reedycja albumu miała miejsce 25 października 2019 roku, z okazji 50. rocznicy debiutu. Album został wydany jako 3CD+Blu-ray oraz podwójny zestaw winylowy. Na płycie blu-ray znalazły się nowe miksy stereo i 5.1 Stevena Wilsona z 2019 roku (w rozdzielczości 24/96), oryginalny miks („master edition”) również w rozdzielczości 24/96, kompletna alternatywna wersja albumu zawierająca miksy Stevena Wilsona z 2019 roku i miksy instrumentalne z 2019 roku. W dołączonej książeczce znalazły się nowe noty autorstwa biografa King Crimson, Sida Smitha. Podwójne wydanie winylowe z okazji 50-lecia In The Court of the Crimson King zawiera nowy miks stereo Stevena Wilsona z 2019 roku na pierwszej płycie oraz alternatywny album z utworami zmiksowanymi przez Wilsona i Davida Singletona. Ponadto grafika, zarówno na blu-ray/CD, jak i na winylu została wzięta z oryginalnych obrazów i pieczołowicie odrestaurowana. Wśród utworów dodatkowych znalazlo się między innymi wykonanie a cappella utworu „Epitaph”, instrumentalna, prosta wersja „The Court of the Crimson King” oraz szybsza, alternatywna wersja „Moonchild”.

##### CD 1: 2019 Stereo Mixes & Instrumental Mixes
1. 21st Century Schizoid Man

2. I Talk To The Wind

3. Epitaph

4. Moonchild

5. The Court Of The Crimson King

instrumental mixes
6. 21st Century Schizoid Man

7. I Talk To The Wind

8. Epitaph

9. Moonchild

10. The Court Of The Crimson King

1 – 10 miksy Stevena Wilsona z oryginalnych wielościeżkowych taśm

##### CD 2: Alternate Album, Expanded Edition
1. Wind Session (2019 Stereo Mix)

2. 21st Century Schizoid Man (Morgan Studios, June 1969 take, with Greg Lake vocal overdubs from Wessex Studios, August 1969 & Jakko Jaksyk/Mel Collins overdubs, August 2019)

3. I Talk To The Wind (Alternate 2019 Mix)

4. I Talk To The Wind (Duo version, full length master, 2019 mix)

5. Epitaph (Isolated vocal, 2019 mix)

6. Epitaph (Alternate take, 2019 mix)

7. Moonchild (Take 1, 2019 mix)

8. The Court Of The Crimson King (June 1969 take, 2019 mix)

9. 21st Century Schizoid Man (Trio version, 2019 mix)

miksowanie Steven Wilson, oprócz 2, 5: David Singleton

##### CD 3: Original Master Edition, Expanded
1. 21st Century Schizoid Man

2. I Talk To The Wind

3. Epitaph

4. Moonchild

5. The Court Of The Crimson King

Additional Material
6. 21st Century Schizoid Man (Morgan Studios instrumental take, 1969)

7. I Talk To The Wind (studio run through, 2019 mix)

8. Epitaph (Backing track, 2019 mix)

9. The Court Of The Crimson King (part 1)

10. The Court Of The Crimson King (part 2) (mono single A/B side, 1969)

1 – 5 produkcja King Crimson, 24-bitowy remastering – Simon Hayworth

6 – 10: produkcja King Crimson

7 – 8 miks – Steven Wilson

##### Blu-ray Disc
DTS-HD MA 5.1 & LPCM 5.1
2019 5.1 Mixes
1. 21st Century Schizoid Man

2. I Talk To The Wind

3. Epitaph

4. Moonchild

5. The Court Of The Crimson King

Steven Wilson – miksowanie z oryginalnych wielościeżkowych taśm
DTS-HD MA & PCM Stereo 24/96
2019 Stereo Mixes
1. 21st Century Schizoid Man

2. I Talk To The Wind

3. Epitaph

4. Moonchild

5. The Court Of The Crimson King

Steven Wilson – miksowanie z oryginalnych wielościeżkowych taśm
2019 Instrumental Mixes	
1. 21st Century Schizoid Man

2. I Talk To The Wind

3. Epitaph

4. Moonchild

5. The Court Of The Crimson King

Steven Wilson – miksowanie z oryginalnych wielościeżkowych taśm
DTS-HD MA & PCM Stereo 24/96
Original Master Edition
1. 21st Century Schizoid Man

2. I Talk To The Wind

3. Epitaph

4. Moonchild

5. The Court Of The Crimson King

produkcja King Crimson, 24-bitowy remastering – Simon Hayworth
Alternate Album
1. 21st Century Schizoid Man (Morgan Studios, June 1969 take, with Greg Lake vocal overdubs from Wessex Studios, August 1969 & Jakko Jakszyk/Mel Collins overdubs, August 2019)

2. I Talk To The Wind (Alternate 2019 mix)

3. I Talk To The Wind (Duo version, full length master, 2019 Mix)

4. Epitaph (Isolated vocal, 2019 mix)

5. Epitaph (Alternate take, 2019 Mix)

6. Moonchild (Take 1, 2019 Mix)

7. The Court Of The Crimson King (June 1969 take, 2019 Mix)

miksowanie Steven Wilson, oprócz 1, 4: David Singleton
Additional Material
1. Wind Session (2019 Stereo mix)

2. 21st Century Schizoid Man (Trio version, 2019 mix)

3. I Talk To The Wind (studio run through, 2019 mix)

4. Epitaph (Backing track, 2019 mix)

5. Moonchild (Album Edit, 2009 mix)

6. The Court Of The Crimson King (take 3, 2009 mix)

7. 21st Century Schizoid Man (Morgan Studios instrumental take, 1969)

8. The Court Of The Crimson King (Part 1)

9. The Court Of The Crimson King (Part 2) (mono single A/B Side, 1969)

miksowanie Steven Wilson, oprócz 5: Robert Fripp & Steven Wilson, 7 – 9 produkcja King Crimson
Video
1. 21st Century Schizoid Man extract Hyde Park, July 5, 1969

## Odbiór

### Opinie krytyków
| Oceny łączne                      | Oceny łączne |
| Publikacja                        | Ocena        |
| --------------------------------- | ------------ |
| Album of the Year                 | 90/100       |
| Recenzje                          |              |
| Publikacja                        | Ocena        |
| AllMusic                          | [ 4 ]        |
| All About Jazz                    | [ a ] [ 9 ]  |
| laut.de                           | [ 19 ]       |
| Prog Archives                     | 4.63/5       |
| rockmetal.pl                      | 10/10        |
| The New Rolling Stone Album Guide | [ 22 ]       |
| Tylko Rock                        | [ 23 ]       |
| Teraz Rock                        | [ 24 ]       |
| Uncut                             | 9/10         |

Album otrzymał średnią ocenę 90 na 100 na podstawie 4 recenzji krytycznych w podsumowaniu Album of the Year.
Szereg recenzentów dało albumowi maksymalne oceny podkreślając jego doskonałość muzyczną i znaczenie w historii muzyki.
Bruce Eder z AllMusic dał In the Court of the Crimson King maksymalną notę z uzasadnieniem, że „to najlepszy album grupy i jeden z najbardziej odważnych debiutanckich albumów nagranych przez kogokolwiek. W tamtym czasie zdmuchnął całą progresywną/psychodeliczną konkurencję (The Moody Blues, The Nice, itp.) z wyścigu”.
Maksymalną ocenę dał albumowi również Sven Kabelitz z magazynu laut.de dowodząc, że „to, co pięciu muzyków stworzyło w In The Court Of The Crimson King w krótkim czasie, jaki spędzili razem, do dziś definiuje cały gatunek. Stworzyli przełomowe, epickie i ponadczasowe dzieło sztuki, genialne i intensywne. Choć ich pierwsza płyta była początkiem długiego rozwoju, zaledwie kilka albumów z rockiem progresywnym osiągnęło ponownie ten poziom”.
Grzegorz Kawecki z rockmetal.pl ocenił, że album King Crimson „to jeden z najważniejszych albumów muzyki rockowej i nie tylko rockowej. To najbardziej znany album TEGO zespołu, najbardziej przystępny w odbiorze. Jego piękno poraża do dzisiaj, choć wydania minęło już ponad 31 lat. O zawartości wnętrza informuje już okładka z tą charakterystyczną wykrzywioną twarzą i ten "upalony" Księżyc wewnątrz wkładki, po prostu mistrzostwo". W jego opinii o „perfekcyjnej całości” albumu świadczą: „niezwykłe instrumentarium [i] wspaniała muzyka, w połączeniu z niesamowitymi tekstami Petera Sinfielda, pięknie zaśpiewanymi przez Grega Lake’a”.
Równie entuzjastyczne opinie wyrazili recenzenci Grzesiek Kszczotek i Jordan Babula z miesięczników Tylko Rock i Teraz Rock. Pierwszy z nich ocenił, że album King Crimson „na kilka następnych lat wyznaczył kierunek poszukiwań tym, którzy podejmowali podobne próby”, drugi natomiast stwierdził: „Tego albumu nie wolno nie znać. To nie jest po prostu nudna lektura szkolna. Ta muzyka się nie zestarzała i cały czas zachwyca”.

Kiedy został wydany 10 października 1969 roku, In the Court of the Crimson King (An Observation by King Crimson) wstrząsnął światem muzyki do samych fundamentów. Od tego czasu, poza legionem fanów, którzy odkryli album, zarówno po jego pierwszym wydaniu, jak i w kolejnych dekadach, które zdefiniowały go jako jedno z przełomowych nagrań muzyki rockowej, mnogość wysokich pochwał pokazała, jak przełomowy i wpływowy był ten pięciopiosenkowy, 44-minutowy album i pozostaje do dziś.

### Listy tygodniowe
| Kraj              | Lista           | Pozycja |
| ----------------- | --------------- | ------- |
| Stany Zjednoczone | Billboard 200   | 28      |
| Wielka Brytania   | UK Albums Chart | 5       |

### Certyfikaty i sprzedaż
| Kraj                     | Certyfikat      | Sprzedaż |
| ------------------------ | --------------- | -------- |
| Francja (SNEP)           | 2x złota płyta  | 200 000+ |
| Kanada (MC)              | platynowa płyta | 100 000+ |
| Stany Zjednoczone (RIAA) | złota płyta     | 500 000+ |
| Wielka Brytania (BPI)    | złota płyta     | 100 000+ |
| Włochy (FIMI)            | złota płyta     | 25 000+  |